# MAT 49
MAT 49は、第二次世界大戦後にMAT（Manufacture Nationale d'Armes de Tulle：チュール造兵廠）で設計された、フランス製の短機関銃である。

## 開発
第二次世界大戦後、フランスはMAS 38短機関銃に代わる新型短機関銃の採用を計画し、チュール造兵廠で開発されたMAT 49が採用され、生産を開始した。
MAT 49は安価に大量生産を行うためにプレス加工を多用し、MAS 49半自動小銃やAA-52汎用機関銃と共に陸軍・外人部隊・空挺部隊・植民地軍・警察に大量配備された。
チュール造兵廠における生産は1960年代半ばまで続き、その後の生産はMAS（Manufacture d'Armes de St-Etienne：サン＝テティエンヌ造兵廠）が引継ぎ、FA-MASが制式採用される1979年まで製造を続けた。

## 概要
MAT 49は、信頼性やメンテナンスの容易さを重視していたため、単純な構造で部品数も少ない。また、ウージーやスターリングのようなセミオート/フルオート切り替え機能がなくフルオート射撃だけなのも、こうした理由からである。コッキングハンドルは銃の左側面にあり、射撃中は動かず前方にとどまる。ピストル式グリップの後部にグリップセーフティーが装備され、しっかり握らないと射撃できない。このグリップセーフティーは本銃で唯一の安全装置である。マガジンハウジングは前方に折り畳むことで、よりコンパクトに持ち運びができる。
警察用として製造されたものはMAT49/54の名称で呼ばれ、ベレッタ Modello 1938Aと同様にセミオート用とフルオート用の2つの引き金が装着され、銃身を延長して固定式の木製銃床を装備している。また刑務所やフランス銀行の警備向けにセミオート専用のMAT49/54SBも製造され、MAT49と同じ短い銃身と、MAT49/54と同じ木製銃床を備えている。

MAT49のイラスト
MAT49/54のイラスト、ただし二本目の引き金が図示されていない

## 使用国
MAT 49の導入国はアフリカ、それも旧フランス植民地だった国が圧倒的に多い。
- フランス
- アルジェリア
- ベナン
- ブルンジ
- カメルーン
- 中央アフリカ

- コモロ
- コンゴ民主共和国
- コートジボワール
- ジブチ
- ガボン
- ギニア

- ギニアビサウ
- マダガスカル
- モロッコ
- モーリタニア
- ニジェール
- セネガル

- セーシェル
- チャド
- ラオス
- レバノン
- ボリビア
- ベトナム

## 実戦投入

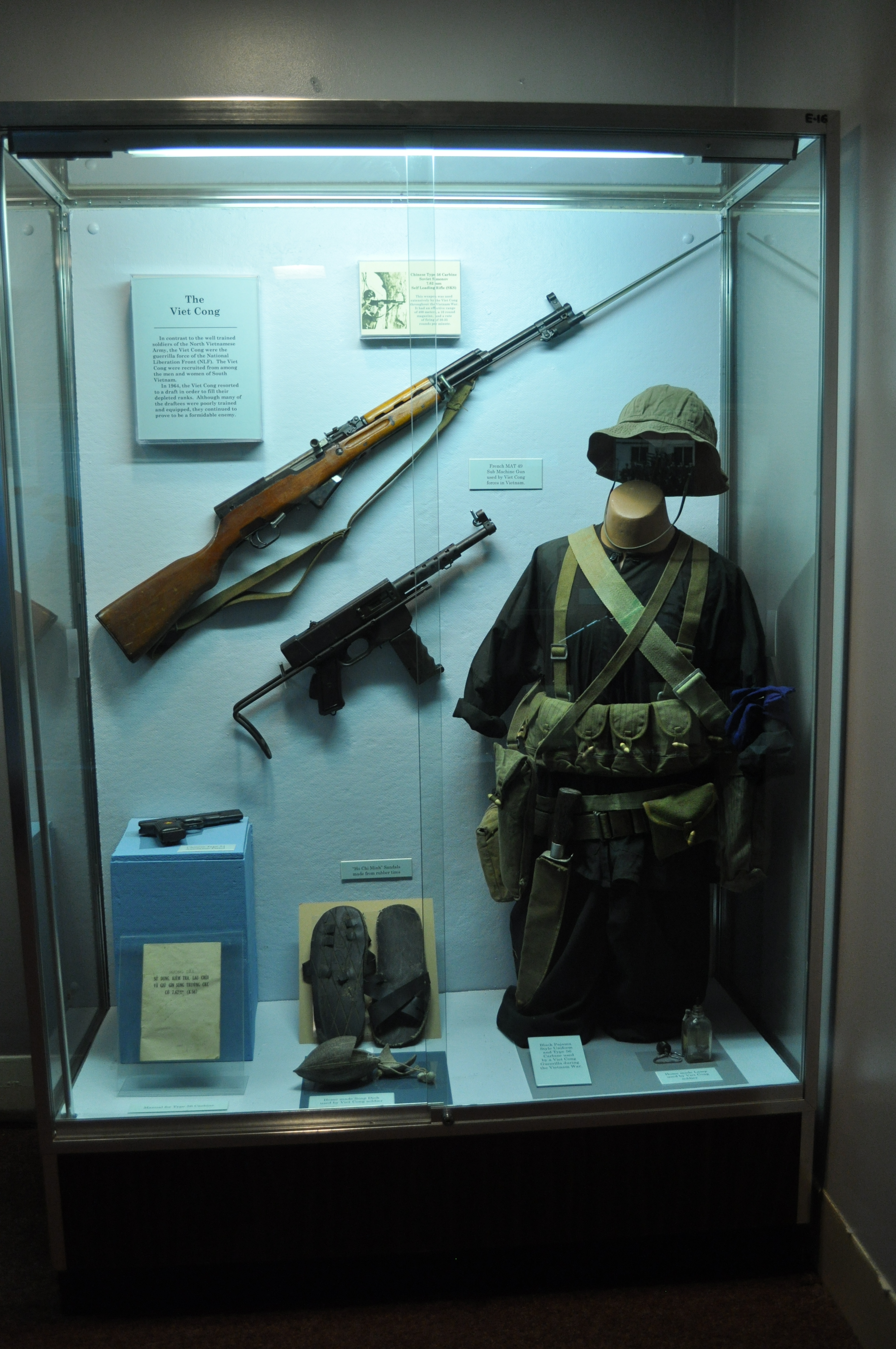
MAT 49（写真中央）
56式半自動歩槍やTT-33と共に南ベトナム解放民族戦線の装備として展示されている

第二次世界大戦後に開発されたため、インドシナ戦争やアルジェリア独立戦争など、フランス植民地の独立運動を押さえ込む類の戦闘がほとんどであった。また、スエズ運河の権益をエジプトから保護・奪還するためにイギリスやイスラエルとともにエジプトに出兵したスエズ危機でも使用された。
ベトナム戦争にもベトナム人民軍および南ベトナム解放民族戦線が、インドシナ戦争の際にフランス軍から鹵獲したMAT 49をトカレフ用の7.62x25mmトカレフ弾を使用できるように改修したうえで使用していた。

## 登場作品

### 映画・テレビドラマ
『TAXi4』
ダニエルとエミリアンの子どもと一緒に戦争ゴッコをする際にベルティノー将軍が使用。
『地獄の黙示録』
フランス人植民者が所持しており、主人公、ウィラード大尉らPBR乗組員たちに向けて威嚇する。
『ジャッカルの日』
ルベル警視がジャッカルを射殺する際に使用。
『フレンチ・コネクション2』
『名誉と栄光のためでなく』

### 漫画・アニメ
『アドルフに告ぐ』
『傭兵女医黒樹エリカ』
第6話「斬り裂きジャック」にて、中央アフリカのゲリラが使用。
『ワイルド7』
「誘拐の掟」にて、「ゆうれい将軍」が使用。

### ゲーム
『7554』
『コール オブ デューティ ブラックオプス』
DS版に登場。
『バトルフィールド ベトナム』
北ベトナム軍工兵の主力武器として登場。